# Publicizace práva
Publicizace práva („zveřejnoprávnění“ práva) je jevem, kdy v rámci legislativního vývoje dochází nejprve k pronikání veřejnoprávních prvků do soukromoprávních (občanskoprávních) institutů, následně ke vzniku smíšených právních institutů a v poslední fázi podřazení původně civilistických, příp. smíšených institutů právu veřejnému. Publicizace je „socializační“ tendencí v historickém vývoji právních úprav. Bývá interpretována jako doklad nedostatečnosti teoretické konstrukce dualismu soukromého a veřejného práva. 
Příkladem norem, které prošly či procházejí publicizací, jsou normy pracovního práva, horního práva, vodního práva nebo lesního práva.
Protisměrným jevem je privatizace neboli civilizace práva.